# Người Bulgaria
Người Bulgaria (tiếng Bulgaria: българи, bǎlgari, IPA: ['bɤɫɡɐri]) là một sắc tộc thuộc người Slav, thuộc nhóm Nam Slav, thường liên quan đến Bulgaria và tiếng Bulgaria. Có những người thiểu số Bulgaria và cộng đồng người nhập cư ở một số quốc gia khác.

## Lịch sử
Mới nhất sau 612 người Slav đã định cư như một phần của cuộc chinh phạt người Slav ở Balkan ở các tỉnh Moesia và Thrace thuộc Đông La Mã. Tuy nhiên, cái tên "Bulgaria" ban đầu được đề cập đến từ thế kỷ thứ 7 Biển Đen thảo nguyên di dời, cái gọi là proto-Bulgaria (Bulg. Прабългари) dưới Kuwer và Asparuch các Balkans di chuyển. Tại đây, họ đã dựng lên sau cuộc xung đột hiếu chiến với sự đồng ý của Byzantium mỗi đế chế độc lập: Năm 680 ở Bắc Macedonia ngày nayvà Asparuch 681, cái gọi là Đế quốc Bulgaria đầu tiên ở Dobrudja. Ngày nay, người ta tin rằng về mặt ngôn ngữ, tầng lớp thượng lưu mỏng manh của người Proto- Bulgaria đã sớm bị đồng hóa bởi đa số nói tiếng Slav, trong khi từ dân tộc tiếng Bulgaria được chuyển sang tất cả các đối tượng của người Bulgaria. Trong khoa học, chỉ sau khi Kitô giáo hóa Bulgaria năm 864, nó không còn được phân biệt giữa Bulgaria và Proto-Bulgaria. Người Protobulgars cai trị Đế quốc Bulgaria đầu tiên cho đến khi nó nằm dưới sự cai trị của La Mã vào năm 1018. Đồng thời tồn tại ở tầng trên của Volga đế chế của Volga Bulgarscó dân số Thổ Nhĩ Kỳ tiếp tục được gọi là "người Bolgaria".
Yếu tố thứ ba xuất hiện trong dân tộc mới của Bulgaria, lịch sử quốc gia Bulgaria, người Thracian, kể từ thiên niên kỷ thứ 2 trước Công nguyên. Ở miền Nam và từ thế kỷ thứ 8 trước Công nguyên Ở phía bắc của bán đảo có một khu vực định cư thống nhất và quay trở lại các thành phố và trung tâm thương mại trên Biển Đen. Mức độ mà vào thế kỷ thứ bảy, một dân tộc Thracian La Mã chủ yếu sống cùng với người Slav đã di cư đến họ trong lãnh thổ của các bậc thầy Bulgaria là điều gây tranh cãi. Các nhà phê bình nhìn thấy đại diện này chủ yếu là vì lợi ích để tạo ra một sự liên tục sắc tộc cho dân số cổ đại của khu vực. Mặt khác, sự đàn áp của Đế quốc La Mã đã được ghi nhận rộng rãi, trong khi hầu hết các thị trấn và khu định cư từ lâu vẫn giữ tên Slavic và Thracian của họ và xung đột với người dân địa phương là không rõ. Tuy nhiên, hầu hết các học giả tin rằng người Thracian đã bị La Mã hóa hoặc Hy Lạp hóa vào thời điểm người Slav đến.